# Outside the Wire
Outside the Wire is een Amerikaanse sciencefictionfilm uit 2021, geregisseerd door Mikael Håfström.

## Verhaal
In de nabije toekomst wordt een dronepiloot uitgezonden om een levensgevaarlijk militair gebied in de gaten te houden. Hij merkt dat hij werkt voor een android-officier die de taak heeft om een massavernietigingswapen op te sporen voordat het in handen komt van de opstandelingen.

## Rolverdeling
| Acteur         | Personage    |
| -------------- | ------------ |
| Anthony Mackie | Leo          |
| Damson Idris   | Thomas Harp  |
| Emily Beecham  | Sofiya       |
| Michael Kelly  | Eckhart      |
| Pilou Asbæk    | Victor Koval |

## Achtergrond
De opnames begonnen in augustus 2019 in Boedapest en duurden acht weken. De trailer verscheen op 6 januari 2021. Outside the Wire werd op 15 januari 2021 uitgebracht door Netflix.
Op Rotten Tomatoes heeft Outside the Wire een waarde van 40% en een gemiddelde score van 4,80/10, gebaseerd op 40 recensies. Op Metacritic heeft de film een gemiddelde score van 48/100, gebaseerd op 8 recensies.